# جورج بنجامين جونيور
جورج بنجامين جونيور (بالإنجليزية: George Benjamin, Jr.)‏ هو جندي أمريكي، ولد في 24 أبريل 1919 في فيلادلفيا في الولايات المتحدة، وتوفي في 21 ديسمبر 1944 في مقاطعة ليتة في الفلبين.